# Léon Hourlier
Léon Hourlier (Reims, 16 de setembro de 1885 - Saint-Étienne-au-Temple, 16 de outubro de 1915) foi um ciclista francês, profissional desde 1908 a 1914. Especializou-se no Ciclismo de pista, em que conseguiu uma medalha no Campeonato do mundo de velocidade e uma no Campeonato da Europa.
Morreu num acidente aéreo, junto com seu cunhado Léon Comès, também ciclista, durante a Primeira Guerra Mundial. Foi condecorado com a Cruz de Guerra pela suas ações militares.

## Palmarés
- 1908
  - Campeão de France de Velocidade 
  - 1.º no Grande Prêmio de Reims
- 1911
  - Campeão de France de Velocidade
- 1912
  - 1.º no Grande Prêmio de Paris
  - 1.º no Grande Prêmio de Reims
- 1913
  - 1.º no Grande Prêmio de Reims
- 1914
  - Campeão de France de Velocidade 
  - 1.º nos Seis dias de Paris (com Léon Comès)
  - 1.º no Grande Prêmio de Paris
  - 1.º no Grande Prêmio de Reims